# Kabinett Ásgeir Ásgeirsson

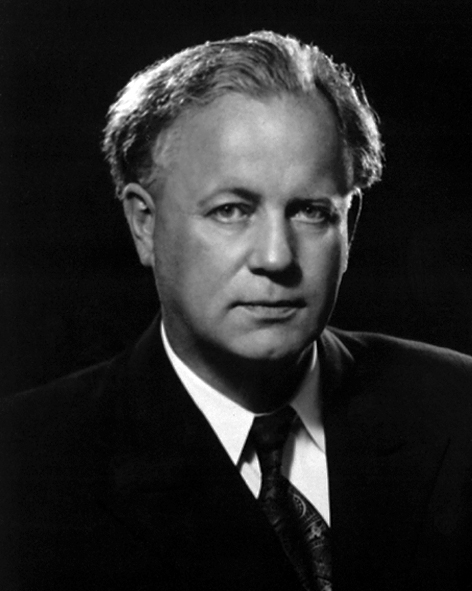
Ásgeir Ásgeirsson war von 1932 bis 1934 Premierminister von Island sowie zwischen 1952 und 1968 Präsident Islands

Das Kabinett Ásgeir Ásgeirsson war eine Regierung des unabhängigen Staates Island, das sich mit dem Vertrag vom 1. Dezember 1918 von Dänemark loslöste, aber dem gemeinsamen König des Königreichs Dänemark sowie des Königreichs Island Christian X. unterstellt war. Es wurde am 3. Juni 1932 gebildet und löste das Kabinett Tryggvi Þórhallsson ab. Es blieb bis zum 28. Juli 1934 im Amt, woraufhin es vom Kabinett Hermann Jónasson I abgelöst wurde. Dem Kabinett gehörten Mitglieder der Fortschrittspartei (Framsóknarflokkurinn) und der Unabhängigkeitspartei (Sjálfstæðisflokkurinn) an.

## Regierungsmitglieder
| Amt                                 | Amtsinhaber                                        | Beginn der Amtszeit                              | Ende der Amtszeit                                 |
| ----------------------------------- | -------------------------------------------------- | ------------------------------------------------ | ------------------------------------------------- |
| Premierminister                     | Ásgeir Ásgeirsson                                  | 3. Juni 1932                                     | 28. Juli 1934                                     |
| Finanzminister                      | Ásgeir Ásgeirsson                                  | 3. Juni 1932                                     | 28. Juli 1934                                     |
| Justizminister                      | Magnús Guðmundsson Ólafur Thors Magnús Guðmundsson | 3. Juni 1932 11. November 1932 23. Dezember 1932 | 11. November 1932 23. Dezember 1932 28. Juli 1934 |
| Arbeitsminister                     | Þorsteinn Briem                                    | 3. Juni 1932                                     | 28. Juli 1934                                     |
| Minister für Kirchen und Unterricht | Þorsteinn Briem                                    | 23. Juni 1932                                    | 28. Juli 1934                                     |